# Спурий Папирий Красс
Спурий Папирий Красс (лат. Spurius Papirius Crassus) — римский политический деятель начала IV века до н. э.
Красс происходил из патрицианского рода Папириев. Его происхождение неизвестно. В 382 году до н. э. Красс был назначен военным трибуном с консульской властью. В свой трибунат он воевал с большим успехом с Велитрами и их союзниками. Больше о Крассе ничего неизвестно.
Возможно, сыном Спурия Папирия был военный трибун 368 года до н. э. Луций Папирий Красс.